# Nadrezydentura w Północnej i Południowej Ameryce
Nadrezydentura w Północnej i Południowej Ameryce – rezydentura polskiego wywiadu w Stanach Zjednoczonych.
Nadrezydentura kierowała pracą wszystkich polskich rezydentur na półkuli zachodniej. Wprowadzenie organu koordynującego działanie w regionie było uzaadnione odległością podległych rezydentur od centrali. Działała praktycznie do kwietnia 1958 – w późniejszym czasie nie wyznaczano nadrezydenta, choć w latach 60. rozpatrywano powrót do nadrezydentury.
Nadrezydentem (od marca 1957 do kwietnia 1958) był pułkownik Zbigniew Dybała, który jednocześnie zajmował stanowisko zastępcy dyrektora I Departamentu, co dawało mu prawo samodzielnego podejmowania decyzji werbowania agentów; działał pod przykryciem kuriera dyplomatycznego, operacyjny pseudonim "Roman" lub "R".
Nadrezydent najczęściej przebywał w Nowym Jorku i raz na kwartał wizytował inne rezydentury. Ponieważ kurierzy dyplomatyczni podróżowali parami, nadrezydentura składała się z dwóch funkcjonariuszy – pułkownika Dybały i kapitana Henryka Hornowicza.

## Podległe rezydentury
- Rezydentura „Belgrano” (Argentyna);
- Rezydentura „Santos” (Brazylia};
- Rezydentura „Dominium” (Kanada);
- Rezydentura „Top” (Meksyk);
- Rezydentura „Atlantik” (Waszyngton)
- Rezydentura „Imperium” (Nowy Jork)[1].